# Иван Андонов (режисьор)
Вижте пояснителната страница за други личности с името Иван Андонов.
Иван Асенов Андонов е български киноактьор, режисьор на игрални и анимационни филми, художник.
Известен е като режисьор на знаменити български филми като „Дами канят“, „Опасен чар“, „Вчера“ и „Адио, Рио“, както и с ролите си във филмите „На малкия остров“, „Отклонение“ и „Иван Кондарев“. Носител на множество кинонагради. Занимава се с живопис, особено през последните си години, открива над дузина изложби. Внук на революционера Иван Андонов (1854 – 1937).

## Биография
Завършва специалност актьорско майсторство във ВИТИЗ през 1956 г. в класа на проф. Моис Бениеш. Първата си роля в игралното кино получава през 1957 г. във филма „Години за любов“.
Дебютира като режисьор през 1963 г. с анимационния филм „Пейзаж“. Художник от 1965. „Трудна любов“ (1974) е първият игрален филм, който режисира. Следват класически български филми като „Самодивско хоро“, „Покрив“ (носител на награда на Фестивала на българския филм във Варна), „Дами канят“, „Бяла магия“, „Опасен чар“, „Мечтатели“, „Вчера“.
„Бяла магия“ взима второ място в Кадис (Испания). „Опасен чар“ печели голямата награда в Кианкиано (Италия) и специалната награда на журито в Шамрос (Франция). „Мечтатели“ е награден на фестивала във Варна. „Вчера“ е отличен с наградата на зрителите във Варна, с Голямата награда в Сан Ремо (Италия) и с награда за най-добра режисура в Москва.
Заслужил артист (1985). Носител на ордена „Кирил и Методий“ II ст. (1974). 
От брака си с Леда Тасева има дъщеря. Женен за Люба Маричкова.
Умира на 29 декември 2011 г. в София.

## Памет
На Иван Андонов е наречена улица в квартал „Кръстова вада“ в София (Карта).
„Поне за миг да полетя“ (2016) – документален филм за Иван Андонов.
„Смешни и тъжни неща“ (2024) – документален филм за Иван Андонов.

## Театрални роли
- „Напразни усилия на любовта“ (1963) (Уилям Шекспир)

## Телевизионен театър
- „Берачът на малини“ (1978) (Фриц Ховендер)
- „Смърт сутринта“ (1973) (Клаус Айдман)
- „Престолът“ (1975) (Иван Вазов)
- „Тойфеловата кула“ (1974) (Богомил Герасимов)
- „Училище за сплетни“ (1974) (Ричард Шеридан)
- „Изповедта на един клоун“ (1973) (Хайнрих Бьол)
- „Диалози“ (1970) (Кръстю Пишурка)
- „Белият лъч“ (1970) (Олга Кръстева)
- „Извънреден посланик“ (1966) (Ариадна и Пьотр Тур)

## Филмография

### Като актьор
- „Години за любов“ (1957) – очилатият
- „На малкия остров“ (1958) – ученикът
- „Нощта срещу 13-и“ (1961) – инж. Рачев
- „Златният зъб“ (1962) – Алексиев
- „Анкета“ (1962) – инж. Петър Данаилов
- „Инспекторът и нощта“ (1963) – инж. Славов
- „Приключение в полунощ“ (1964) – Венцеслав Рашков, началник склада
- „Паролата“ (1965) – селянинът с мушамата
- „До града е близо“ (1965) – школникът
- „По тротоара“ (1967) – д-р Евгени Христов
- „Отклонение“ (1967) – Боян
- „Процесът“ (1968) – преподавателят Сир
- „Прозорци на времето“ (1969)
- „Мъже в командировка“ (1968) – Кирил (в 1-та: „Пуловерът“)
- „Соколите“ (1970)
- „На всеки километър“ (втора поредица, 13-сер. тв, 1971) - Едуард Ман (в 1 серия: XI)
- „Ало, д-р Минев!“ (1970-1971), 5 серии – обожателят
- „Еоломея“ (1972)
- „Тя и то“ (1968)
- „Ер-Зи-Ес“ (1972)
- „Очакване“ (1973) – редакторът
- „Деца играят вън“ (тв, 1973)
- „Иван Кондарев“ (1973) – Христакиев, съдебен следовател и прокурор
- „Гибелта на пилота“ (1974) - писателят Максимов
- „На чисто“ (1974) – следователят Шлосев
- „Трудна любов“ (1974) – Иван Филчев
- „Сбогом, любов“ (1974-1976), 3 серии – Иван
- „Сватбите на Йоан Асен“ (1975), 2 серии - барон Еужен Витри, от съвета на бароните
- „Магистрала“ (1975) – Господинов
- „Един наивник на средна възраст“ (1976), 2 серии - Хенри Томас, резидент на ЦРУ в Нигерия (в „Един наивник на средна възраст“ и „Ориент – експрес“)
- „Реквием за една мръсница“ (2-сер. тв, 1976) – Хенри Томас, резидент на ЦРУ (в II серия: „Реквием за една мръсница“)
- „Федерация на династронавтите“ (1978) (3 серии) – режисьорът
- „Почти ревизия“ (4-сер. тв, 1982) – журналистът
- „Горски хора“ (1985)
- „Поема“ (1986) – Димов

### Режисьор
- „Пейзаж“ (1963) – анимационен филм
- „Сладолед“ (1965) – анимационен филм
- „Стрелбище“ (1966) – анимационен филм
- „Вариации върху стара тема“ (1966) – анимационен филм
- „Птици“ (1966) – анимационен филм
- „Затруднение“ (1967) – анимационен филм
- „Есперанца“ (1967) – анимационен филм
- „Скъса се!“ (1968) – анимационен филм
- „Стари басни“ (1969) – анимационен филм
- „Мравка, истинска мравка“ (1970) – анимационен филм
- „Мелодрама“ (1973) – анимационен филм
- „Трудна любов“ (1974)
- „Светъл пример“ (1976)
- „Самодивско хоро“ (1976)
- „Лицемери“ (1977)
- „Покрив“ (1978)
- „Трето склонение“ (1979)
- „Черешова градина“ (1979)
- „Смърт в розово“ (1979)
- „Дневник“ (1980)
- „Дами канят“ (1980)
- „Изваждане“ (1981)
- „Бяла магия“ (1982)
- „Наследницата“ (тв, 1984)
- „Бронзовият ключ“ (тв, 1984)
- „Опасен чар“ (тв, 1984)
- „Мечтатели“ (1987)
- „Вчера“ (1988)
- „Адио, Рио“ (1989)
- „Брачни шеги“ (1989)
- „Индиански игри“ (1990)
- „Вампири, таласъми“ (1992) – (също и сценарист)
- „Вълкадин говори с Бога“ (тв, 1996)
- „Дунав мост“ (7-сер.тв, 1999)
- „Най-важните неща“ (2-сер. тв, 2001)